# Cladonia atlantica
Cladonia atlantica A. Evans, 1944 è una specie di lichene appartenente al genere Cladonia,  dell'ordine Lecanorales.
Il nome proprio deriva dalla regione atlantica degli USA, ad indicare la zona di ritrovamento.

## Descrizione
Il fotobionte è principalmente un'alga verde delle Trentepohlia.

## Distribuzione e habitat
La specie è stata rinvenuta nelle seguenti località:
- USA (Virginia Occidentale, Mount Everett,nel Massachusetts, Pennsylvania, Distretto di Columbia, New York, Delaware, Illinois, Maine, Maryland, Missouri, New Jersey, Rhode Island).

Di norma preferisce il terreno sabbioso per attecchire, a volte trovata anche su suolo.
Rinvenuta spesso in associazione con C. cristatella.

## Tassonomia
Questa specie appartiene alla sezione Perviae; a tutto il 2008 sono state identificate le seguenti forme, sottospecie e varietà:
- Cladonia atlantica f. atlantica A. Evans (1944).
- Cladonia atlantica f. microphylla A. Evans (1944).
- Cladonia atlantica f. ramosa A. Evans (1944).
- Cladonia atlantica f. ramosissima A. Evans (1944).
- Cladonia atlantica f. subsimplex A. Evans (1944).